# Démographie de la Mauritanie
La population mauritanienne est composée de Maures, de Peuls, de Soninkés, de Wolofs, de Bambaras, et de Sérères (5000).
Ce pays fait partie des moins densément peuplés de la planète mais la répartition sur le territoire est très inégale. En effet, le Sahara mauritanien couvre la majorité du pays, la vie y est par conséquent difficile.
Les cycles successifs de sécheresses entre 1977 et 1983 et l’attraction de la ville ont modifié l’organisation sociale, avec une réduction de la population nomade (qui, en 2013, ne représentait plus que 1,9 % de la population du pays) et une augmentation des sédentaires ruraux et des citadins.

## Évolution de la population

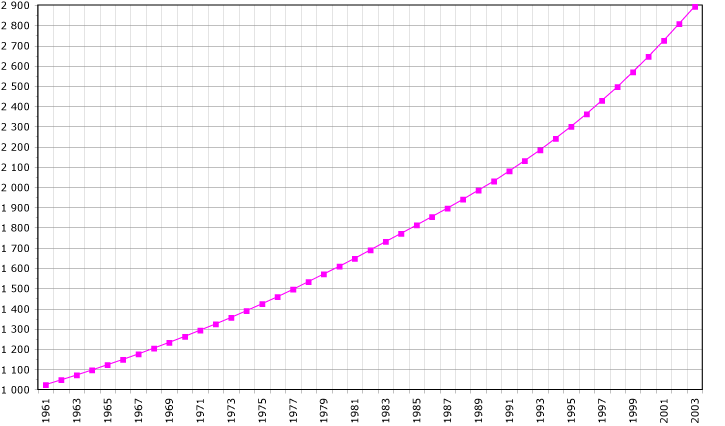
Évolution démographique

## Histoire
La Mauritanie a d'abord été le territoire des proto-soudano-sahéliens Noirs de la civilisation du Dhar Tichitt et des Soninkés sous l'empire du Ghana
La Mauritanie a ensuite connu son premier empire Berbère au XIe siècle fondé par le mouvement réformateur religieux des Almoravides. C’est alors que la population se convertit à l’islam. Les Almoravides, maîtres du commerce transsaharien, imposent aux tribus berbères de Mauritanie la religion musulmane sunnite.

## Ethnies
La société maure est composée de blancs (les Beidanes) et de noirs (les Harâtins). Ces deux catégories sociales parlent le même dialecte à savoir le hassaniya.
Lors du recensement de 1977, les Maures représentaient 70 % de la population mauritanienne[réf. nécessaire]. Ils étaient pour la plupart nomades et cette pratique de l’élevage est désormais beaucoup plus rare, beaucoup ont été contraints de passer à un mode de vie sédentaire ou semi-sédentaire.
On distingue généralement trois groupes principaux de population :
- Les Haratins ou Maures noirs constitueraient 40 % de la population. Les Haratins sont des Noirs, anciens esclaves des Beidanes[16], d'origines bafours, fortement assimilés et quelque peu métissés aux Maures blancs, qui partagent ensemble la même langue et la même culture.

- Les «Beidanes» (littéralement «les Blancs», en arabe) ou Maures blancs, représenteraient 30 % de la population[16]. Ils sont issus des vagues successives de peuplement arabe plus ou moins métissées avec les populations berbères et noires préexistantes. Ils parlent un dialecte arabe, le hassanya, également présent au Sahara occidental, dans le Sud du Maroc, dans le Sud de l'Algérie et dans le Nord du Mali, et étaient organisés en émirats, cités (Chinguetti, Atar, Oualata, Tichitt et Ouadane) et tribus nomades.
- Les Noirs africains, bloc non homogène, représenteraient environ 30 % de la population, comprenant plusieurs ethnies[16],[14]:
  - Les Pulaars (ou Peuls) : faisant partie des plus anciens peuples du pays, ils sont pour la plupart originaires du sud du pays et ils representent la majorité des noirs africains.
  - Les Soninkés : sont les descendants des habitants de l'empire du Ghana qui dominait le pays jusqu'à la chute de l'empire, ils se sont par la suite établis majoritairement dans les wilayas du Guidimakha et du Gorgol.
  - Les Wolofs : ils sont pour la plupart établis au sud du Trarza sur les rives du fleuve Sénégal.
  - Les Bambaras également présents dans le Sud du pays, principalement dans les Hodhs et la région du Guidimakha.
  - Les Sérères : l'un des plus anciens habitants du pays et de la région, qui ont fait face à des persécutions religieuses et ethniques au XIe siècle, ce qui a entraîné l'exode des Sérères de Tekrour vers 1030-1035[17],[18],[19],[20],[21],[22].

Le recensement de la population entrepris par le gouvernement en 2013 ne permet pas de connaitre la composition ethnique de la population au regard des dysfonctionnements observés dans son organisation.
Bien qu'une partie de la population soit d'origine plutôt négro-africaine et berbère-arabisé, la Mauritanie fait partie de la «Ligue arabe».

## Nomadisme
Durant les premières années d’indépendance du pays (en 1960), la majorité de la population vivait en nomade.

## Sources
1. ↑  Indicateurs du World-Factbook publié par la CIA.
2. ↑  Le taux de variation de la population 2023 correspond à la somme du solde naturel 2023 et du solde migratoire 2023 divisée par la population au 1er janvier 2023.
3. ↑  Indicateurs du World-Factbook publié par la CIA.
4. ↑  L'indicateur conjoncturel de fécondité (ICF) pour 2023 est la somme des taux de fécondité par âge observés en 2023. Cet indicateur peut être interprété comme le nombre moyen d'enfants qu'aurait une génération fictive de femmes qui connaîtrait, tout au long de leur vie féconde, les taux de fécondité par âge observés en 2023. Il est exprimé en nombre d’enfants par femme. C’est un indicateur synthétique des taux de fécondité par âge de 2023.
5. ↑  Indicateurs du World-Factbook publié par la CIA.
6. ↑   Le taux de natalité 2023 est le rapport du nombre de naissances vivantes en 2023 à la population totale moyenne de 2023.
7. ↑  Indicateurs du World-Factbook publié par la CIA.
8. ↑   Le taux de mortalité 2023 est le rapport du nombre de décès, au cours de 2023, à la population moyenne de 2023.
9. ↑  Indicateurs du World-Factbook publié par la CIA.
10. ↑  Le taux de mortalité infantile est le rapport entre le nombre d'enfants décédés à moins d'un an et l'ensemble des enfants nés vivants.
11. ↑  Indicateurs du World-Factbook publié par la CIA.
12. ↑  L'espérance de vie à la naissance en 2023 est égale à la durée de vie moyenne d'une génération fictive qui connaîtrait tout au long de son existence les conditions de mortalité par âge de 2023. C'est un indicateur synthétique des taux de mortalité par âge de 2023.
13. ↑  L'âge médian est l'âge qui divise la population en deux groupes numériquement égaux, la moitié est plus jeune et l'autre moitié est plus âgée.
14. 1 2 3 4  Joshua Project. "Serer in Mauritania."
15. ↑  http://www.ons.mr/images/rgph2013/Chapitres_RGPH_Fr/Chapitre01_R%C3%A9partition_spatiale_fr.pdf, page 4.
16. 1 2 3  (en) « Mauritania », The World Factbook (consulté le 28 septembre 2021)
17. ↑  Page, Willie F., "Encyclopedia of African history and culture: African kingdoms (500 to 1500)", pp. 209, 676. Vol.2, Facts on File (2001),  (ISBN 0-8160-4472-4)
18. ↑  Streissguth, Thomas, "Senegal in Pictures, Visual Geography", Second Series, p. 23, Twenty-First Century Books (2009),  (ISBN 1-57505-951-7)
19. ↑  Oliver, Roland Anthony, Fage, J. D., "Journal of African history", Volume 10, p. 367. Cambridge University Press (1969)
20. ↑  Mwakikagile, Godfrey, "Ethnic Diversity and Integration in The Gambia: The Land, The People and The Culture," (2010), p. 11,  (ISBN 9987-9322-2-3)
21. ↑  Abbey, M T Rosalie Akouele, "Customary Law and Slavery in West Africa", Trafford Publishing (2011), pp. 481–482,  (ISBN 1-4269-7117-6)
22. ↑  Mwakikagile, Godfrey, "Ethnic Diversity and Integration in The Gambia: The Land, The People and The Culture," (2010), p. 241,  (ISBN 9987-9322-2-3)
23. ↑  « Recensement : ce qui met les Noirs de Mauritanie en colère », sur JeuneAfrique.com, 1er octobre 2011 (consulté le 9 septembre 2019)

- Statistique de l’ONU